# Jan Brueghel de Jonge
Jan Brueghel de Jonge (Antwerpen, 13 september 1601 - aldaar, 1 september 1678) was een Zuid-Nederlands kunstschilder uit de barokperiode.

## Leven
Hij was de oudste zoon van Jan Brueghel de Oude met diens eerste echtgenote Isabella de Jode, en kleinzoon van Pieter Breughel de Oude.
Hij ontving, evenals zijn halfbroer Ambrosius Brueghel, zijn opleiding van zijn vader. Reeds op vijftienjarige leeftijd plande zijn vader een Italiëreis voor hem. Hij zou in Milaan onder de bescherming komen van de machtige en schatrijke kardinaal Federigo Borromeo. Hij vertrok uiteindelijk pas in mei 1622, samen met Philips, zoon van Joos de Momper en nog enkele andere reisgenoten. Hij werd opgenomen in de vriendenkring van de kardinaal in Rome. In 1623 verliet hij Rome, zonder toestemming van de kardinaal, en reisde af naar Genua, vervolgens naar Palermo en ten slotte naar Malta. Toen hij het overlijden van zijn vader vernam, reisde hij terug uit Palermo via Genua, Milaan, Turijn, Lyon en Parijs. Terug in Antwerpen op 12 augustus 1625 schreef hij zich in als vrijmeester bij het Sint-Lucasgilde en werd lid van de Rederijkerskamer De Violiere (waar hij in 1630 tot deken verkozen werd).
Hij nam de werkplaats in Antwerpen over. Hij verkocht de werken van zijn vader en voltooide halfafgewerkte schilderijen. In dit groot atelier werkten veel helpers en assistenten, al dan niet ingeschreven in de Sint-Lucasgilde. In zijn uitgebreid dagboek vermeldt hij een samenwerking met verschillende andere Antwerpse kunstschilders zoals Hendrick van Balen (in het bijzonder "Landschappen met de Heilige Familie"), Pieter de Lierner, Adriaen Stalbemt, Lucas van Uden en zijn schoonvader Abraham Janssens, maar ook met Peter Paul Rubens. Hij werkte samen met deze laatste in 1626 aan  de schilderijen Pan en Syrinx en in 1628 aan Christus bij Martha en Maria. Hieronymus van Kessel schilderde de personages in de reeks van de Vier Elementen (1626).
Hij huwde op 5 juli 1626 met Anna-Maria Janssens, dochter van de gekende kunstschilder Abraham Janssens. Getuige was onder andere zijn oom Pieter Brueghel de Jonge. Uit dit huwelijk werden elf kinderen geboren, waarvan vijf van de zeven zonen ook schilder werden. Hiervan zijn Jan Pieter Brueghel en Abraham Brueghel de bekendste.
Drie zusters van Jan Breughel de Jonge trouwden eveneens met een schilder: Paschasia met Hieronymus van Kessel, Katharina met Jan-Baptist Borrekens en Anna met David Teniers II. Dankzij deze laatste kon hij aan een aantal opdrachten, onder andere de Maanden, geraken voor de verzameling van de landvoogd aartshertog Leopold Willem van Oostenrijk. Onverwacht was de opdracht voor een hele kamer met kartons voor wandtapijten, hem bezorgd door zijn neef Jean Valdor in Parijs.
In 1630 werd hij deken van het Sint-Lucasgilde in Antwerpen. In hetzelfde jaar ontving hij een opdracht voor een Adamcyclus voor het Franse hof. Hierna nam het aantal helpers in zijn atelier af. De kleine schilderijen die hij hierna produceerde behaalden niet meer de hoge prijzen van voordien. Rond de jaren 1650 werkte hij in Parijs en in 1651 aan het Oostenrijks hof. In 1657 was hij terug in Antwerpen.

## Motieven

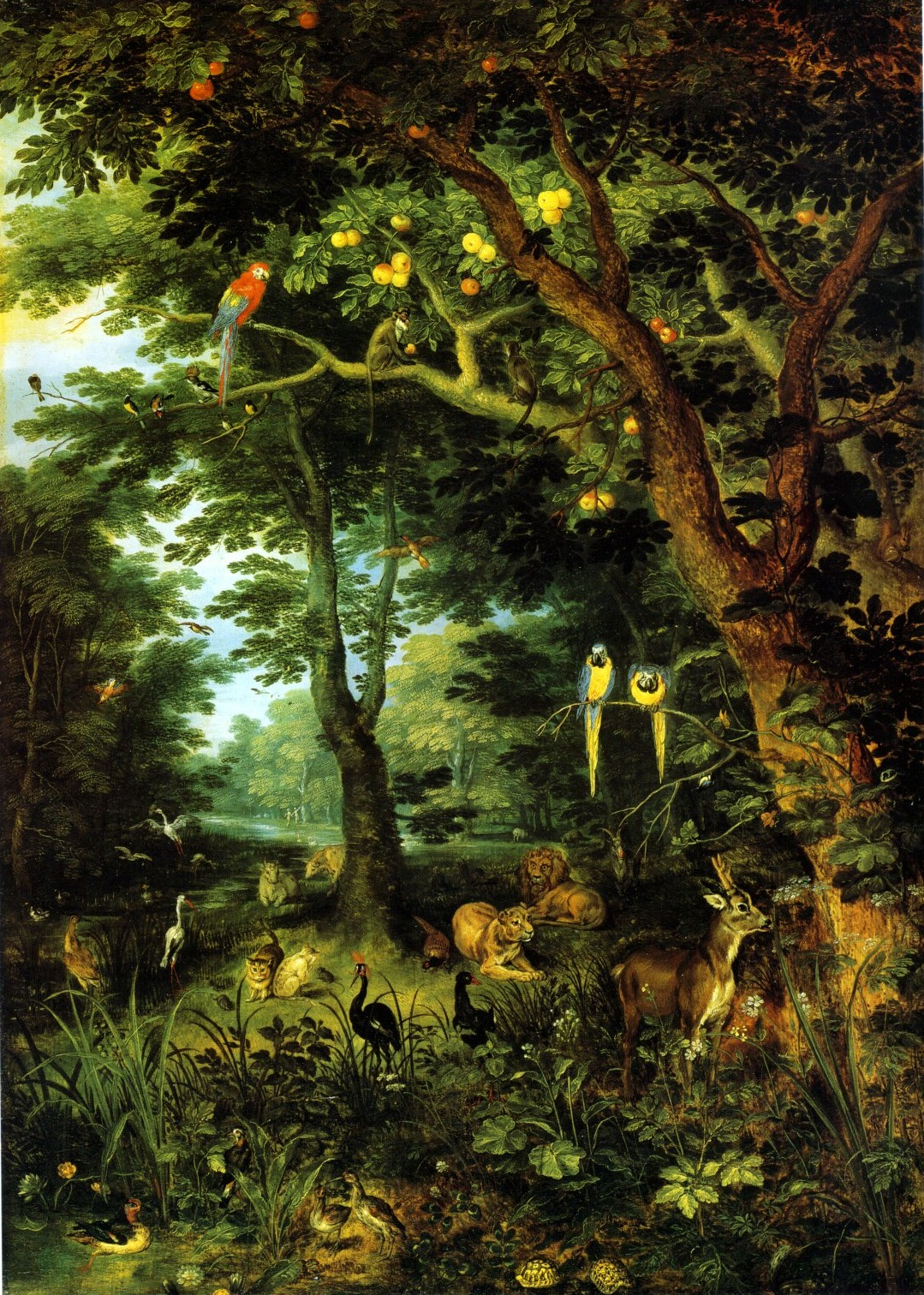
Paradijs, ca. 1650, Gemäldegalerie, Berlijn

Jan Brueghel de Jonge volgde de stijl van zijn vader zijn leven lang na in zijn schilderijen. Zijn werk wordt daarom dikwijls toegeschreven aan dat van zijn vader. Net als zijn broer Ambrosius Brueghel en andere fijnschilders schilderde hij een groot aantal onderwerpen en thema's: allerhande soorten landschappen (al dan niet gevuld met heilige en wereldse figuren), allegorische taferelen, christelijke fabels en fabels uit de oudheid en andere zeer nauwgezet en verfijnd geschilderde werken. Jan Brueghel kopieerde ook werken van zijn vader en verkocht ze onder diens naam. Zijn werken zijn echter van iets mindere kwaliteit dan die van zijn vader en hadden iets zwaarder koloriet. Er zijn van hem ongeveer 340 schilderijen bekend. Hij introduceerde ook een nieuw thema: dieren in een landschap.
Hij was ook een getalenteerd bloemenschilder door de "Guirlandes" van zijn vader alsmaar te kopiëren, soms samen met Hendrik van Balen en Abraham Janssens. Ook veel andere schilders, waaronder zijn broer Ambrosius Brueghel, hebben deze "Guirlandes" gekopieerd. Rond 1640 werden er echter meer guirlandes in de trant van Daniel Seghers geschilderd met overweldigend succes. Hierdoor evolueerde de stijl van Jan Breughel de Jonge in de zin van Daniel Seghers, maar dan wel met een persoonlijke verfijning en zorgvuldigheid. Het schilderij Bloemguirlande om een cartouche, met een medaillon Heilige Familie met engeltjes, uitgevoerd tussen 1640 en 1652, bevat zijn handtekening, zoals aangetoond door een onderzoek in het Louvre. Dit schilderij werd oorspronkelijk toegeschreven aan Pieter van Avont. Bij deze schilderijen stapte Jan Brueghel de Jonge af van de stijl van zijn vader, die "alla prima", zonder voorafgaande tekening, de bloemen op het doek zette. Jan Brueghel de Jonge integendeel werkte langzaam en zorgvuldig elke bloem af, met aandacht voor elk detail. Hij verklaarde dat hij voor twee tulpen een volle werkdag nodig had.
Hij schilderde ook de achtergrond in werken van anderen, zoals Hendrick van Balen en Theodorus van Thulden. Jan van Kessel was zijn neef en leerling.
In 1672 werd hij, na een dispuut met een borduurder, gewond aan het oog en moest het schilderen opgeven. Hij overleed op 1 september 1678 in Antwerpen in zijn woning in de Pruynenstraat.

## Genealogie
|                                                      |                                                      |                                                      |                                                      | Pieter Bruegel de Oude ca 1525-1569 de Boerenbrueghel |                                                      |  |  |                                                     |                                                     |                                                     |                                                     |                                                     |                                                     |  |  |                         |                         |                         |                         |                             |                             |                             |                             |                             |                             |                            |                            |                            |                            |  |  |                           |                           |                           |                           |                           |                           |  |  |  |  |  |  |  |  |  |  |  |  |  |  |  |  |  |  |
|                                                      |                                                      |                                                      |                                                      |                                                       |                                                      |  |  |                                                     |                                                     |                                                     |                                                     |                                                     |                                                     |  |  |                         |                         |                         |                         |                             |                             |                             |                             |                             |                             |                            |                            |                            |                            |  |  |                           |                           |                           |                           |                           |                           |  |  |  |  |  |  |  |  |  |  |  |  |  |  |  |  |  |  |
|                                                      |                                                      |                                                      |                                                      |                                                       |                                                      |  |  |                                                     |                                                     |                                                     |                                                     |                                                     |                                                     |  |  |                         |                         |                         |                         |                             |                             |                             |                             |                             |                             |                            |                            |                            |                            |  |  |                           |                           |                           |                           |                           |                           |  |  |  |  |  |  |  |  |  |  |  |  |  |  |  |  |  |  |
| Pieter Brueghel de Jonge 1564-1638 de Helse Brueghel | Pieter Brueghel de Jonge 1564-1638 de Helse Brueghel | Pieter Brueghel de Jonge 1564-1638 de Helse Brueghel | Pieter Brueghel de Jonge 1564-1638 de Helse Brueghel | Pieter Brueghel de Jonge 1564-1638 de Helse Brueghel  | Pieter Brueghel de Jonge 1564-1638 de Helse Brueghel |  |  | Jan Brueghel de Oude 1568-1625 de Fluwelen Brueghel | Jan Brueghel de Oude 1568-1625 de Fluwelen Brueghel | Jan Brueghel de Oude 1568-1625 de Fluwelen Brueghel | Jan Brueghel de Oude 1568-1625 de Fluwelen Brueghel | Jan Brueghel de Oude 1568-1625 de Fluwelen Brueghel | Jan Brueghel de Oude 1568-1625 de Fluwelen Brueghel |  |  |                         |                         |                         |                         |                             |                             |                             |                             | David Teniers I 1592-1649   | David Teniers I 1592-1649   | David Teniers I 1592-1649  | David Teniers I 1592-1649  | David Teniers I 1592-1649  | David Teniers I 1592-1649  |  |  |                           |                           |                           |                           |                           |                           |  |  |  |  |  |  |  |  |  |  |  |  |  |  |  |  |  |  |
| Pieter Brueghel de Jonge 1564-1638 de Helse Brueghel | Pieter Brueghel de Jonge 1564-1638 de Helse Brueghel | Pieter Brueghel de Jonge 1564-1638 de Helse Brueghel | Pieter Brueghel de Jonge 1564-1638 de Helse Brueghel | Pieter Brueghel de Jonge 1564-1638 de Helse Brueghel  | Pieter Brueghel de Jonge 1564-1638 de Helse Brueghel |  |  | Jan Brueghel de Oude 1568-1625 de Fluwelen Brueghel | Jan Brueghel de Oude 1568-1625 de Fluwelen Brueghel | Jan Brueghel de Oude 1568-1625 de Fluwelen Brueghel | Jan Brueghel de Oude 1568-1625 de Fluwelen Brueghel | Jan Brueghel de Oude 1568-1625 de Fluwelen Brueghel | Jan Brueghel de Oude 1568-1625 de Fluwelen Brueghel |  |  |                         |                         |                         |                         |                             |                             |                             |                             | David Teniers I 1592-1649   | David Teniers I 1592-1649   | David Teniers I 1592-1649  | David Teniers I 1592-1649  | David Teniers I 1592-1649  | David Teniers I 1592-1649  |  |  |                           |                           |                           |                           |                           |                           |  |  |  |  |  |  |  |  |  |  |  |  |  |  |  |  |  |  |
|                                                      |                                                      |                                                      |                                                      |                                                       |                                                      |  |  |                                                     |                                                     |                                                     |                                                     |                                                     |                                                     |  |  |                         |                         |                         |                         |                             |                             |                             |                             |                             |                             |                            |                            |                            |                            |  |  |                           |                           |                           |                           |                           |                           |  |  |  |  |  |  |  |  |  |  |  |  |  |  |  |  |  |  |
| Ambrosius Brueghel 1617-1675                         | Ambrosius Brueghel 1617-1675                         | Ambrosius Brueghel 1617-1675                         | Ambrosius Brueghel 1617-1675                         | Ambrosius Brueghel 1617-1675                          | Ambrosius Brueghel 1617-1675                         |  |  | Jan Brueghel de Jonge 1601-1678                     | Jan Brueghel de Jonge 1601-1678                     | Jan Brueghel de Jonge 1601-1678                     | Jan Brueghel de Jonge 1601-1678                     | Jan Brueghel de Jonge 1601-1678                     | Jan Brueghel de Jonge 1601-1678                     |  |  | Anna Brueghel 1620-1656 | Anna Brueghel 1620-1656 | Anna Brueghel 1620-1656 | Anna Brueghel 1620-1656 | Anna Brueghel 1620-1656     | Anna Brueghel 1620-1656     |                             |                             | David Teniers II 1610-1690  | David Teniers II 1610-1690  | David Teniers II 1610-1690 | David Teniers II 1610-1690 | David Teniers II 1610-1690 | David Teniers II 1610-1690 |  |  | Abraham Teniers 1626-1670 | Abraham Teniers 1626-1670 | Abraham Teniers 1626-1670 | Abraham Teniers 1626-1670 | Abraham Teniers 1626-1670 | Abraham Teniers 1626-1670 |  |  |  |  |  |  |  |  |  |  |  |  |  |  |  |  |  |  |
| Ambrosius Brueghel 1617-1675                         | Ambrosius Brueghel 1617-1675                         | Ambrosius Brueghel 1617-1675                         | Ambrosius Brueghel 1617-1675                         | Ambrosius Brueghel 1617-1675                          | Ambrosius Brueghel 1617-1675                         |  |  | Jan Brueghel de Jonge 1601-1678                     | Jan Brueghel de Jonge 1601-1678                     | Jan Brueghel de Jonge 1601-1678                     | Jan Brueghel de Jonge 1601-1678                     | Jan Brueghel de Jonge 1601-1678                     | Jan Brueghel de Jonge 1601-1678                     |  |  | Anna Brueghel 1620-1656 | Anna Brueghel 1620-1656 | Anna Brueghel 1620-1656 | Anna Brueghel 1620-1656 | Anna Brueghel 1620-1656     | Anna Brueghel 1620-1656     |                             |                             | David Teniers II 1610-1690  | David Teniers II 1610-1690  | David Teniers II 1610-1690 | David Teniers II 1610-1690 | David Teniers II 1610-1690 | David Teniers II 1610-1690 |  |  | Abraham Teniers 1626-1670 | Abraham Teniers 1626-1670 | Abraham Teniers 1626-1670 | Abraham Teniers 1626-1670 | Abraham Teniers 1626-1670 | Abraham Teniers 1626-1670 |  |  |  |  |  |  |  |  |  |  |  |  |  |  |  |  |  |  |
|                                                      |                                                      |                                                      |                                                      |                                                       |                                                      |  |  |                                                     |                                                     |                                                     |                                                     |                                                     |                                                     |  |  |                         |                         |                         |                         |                             |                             |                             |                             |                             |                             |                            |                            |                            |                            |  |  |                           |                           |                           |                           |                           |                           |  |  |  |  |  |  |  |  |  |  |  |  |  |  |  |  |  |  |
|                                                      |                                                      |                                                      |                                                      |                                                       |                                                      |  |  | Abraham Brueghel 1631-1690                          | Abraham Brueghel 1631-1690                          | Abraham Brueghel 1631-1690                          | Abraham Brueghel 1631-1690                          | Abraham Brueghel 1631-1690                          | Abraham Brueghel 1631-1690                          |  |  |                         |                         |                         |                         | David Teniers III 1638-1685 | David Teniers III 1638-1685 | David Teniers III 1638-1685 | David Teniers III 1638-1685 | David Teniers III 1638-1685 | David Teniers III 1638-1685 |                            |                            |                            |                            |  |  |                           |                           |                           |                           |                           |                           |  |  |  |  |  |  |  |  |  |  |  |  |  |  |  |  |  |  |
|                                                      |                                                      |                                                      |                                                      |                                                       |                                                      |  |  | Abraham Brueghel 1631-1690                          | Abraham Brueghel 1631-1690                          | Abraham Brueghel 1631-1690                          | Abraham Brueghel 1631-1690                          | Abraham Brueghel 1631-1690                          | Abraham Brueghel 1631-1690                          |  |  |                         |                         |                         |                         | David Teniers III 1638-1685 | David Teniers III 1638-1685 | David Teniers III 1638-1685 | David Teniers III 1638-1685 | David Teniers III 1638-1685 | David Teniers III 1638-1685 |                            |                            |                            |                            |  |  |                           |                           |                           |                           |                           |                           |  |  |  |  |  |  |  |  |  |  |  |  |  |  |  |  |  |  |
|                                                      |                                                      |                                                      |                                                      |                                                       |                                                      |  |  |                                                     |                                                     |                                                     |                                                     |                                                     |                                                     |  |  |                         |                         |                         |                         | David Teniers IV 1672–1731  |                             |                             |                             |                             |                             |                            |                            |                            |                            |  |  |                           |                           |                           |                           |                           |                           |  |  |  |  |  |  |  |  |  |  |  |  |  |  |  |  |  |  |

## Werk (selectie)

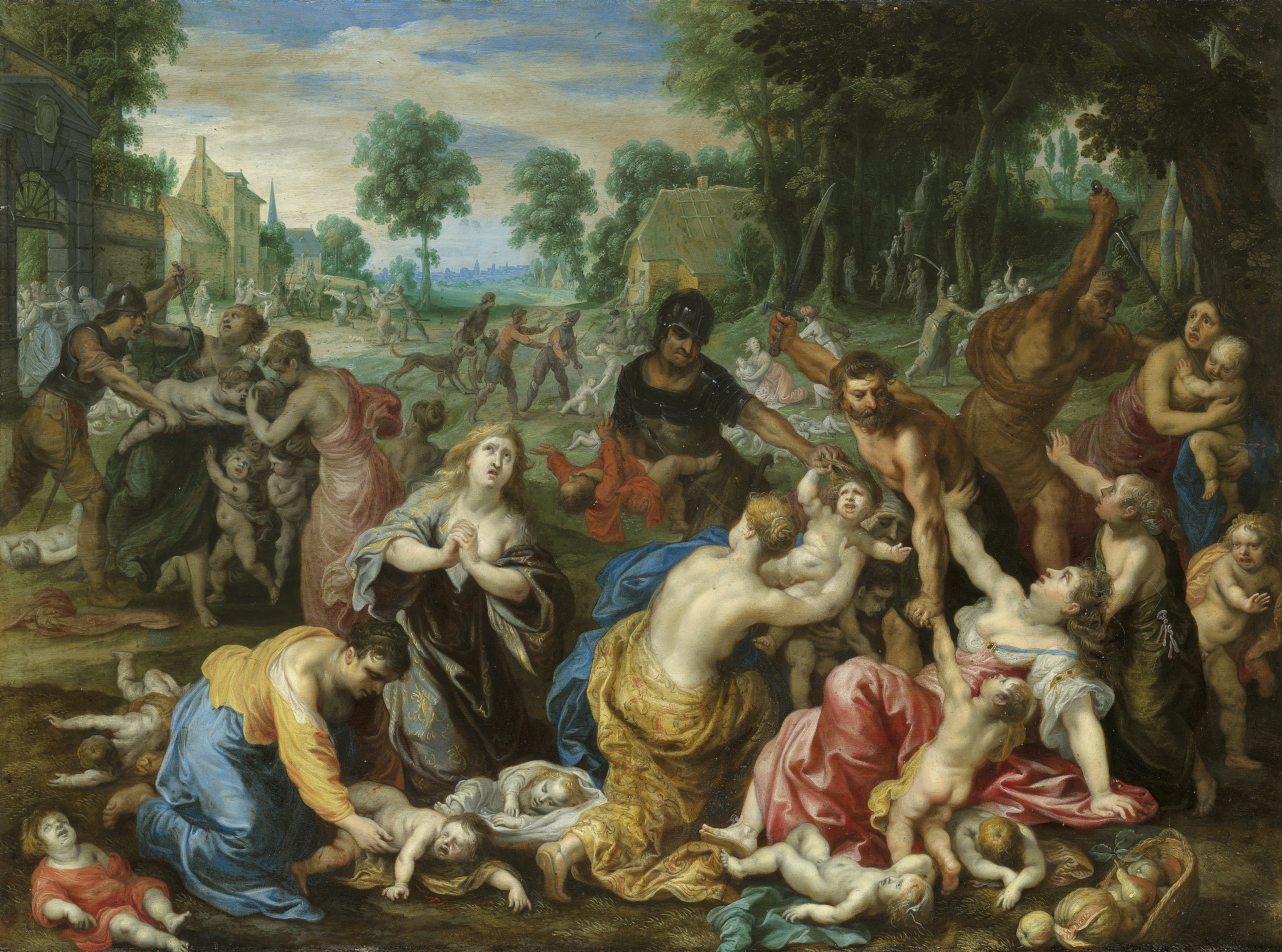
Slachting van de onschuldige kinderen, ca. 1625 (samen met Hendrick van Balen)
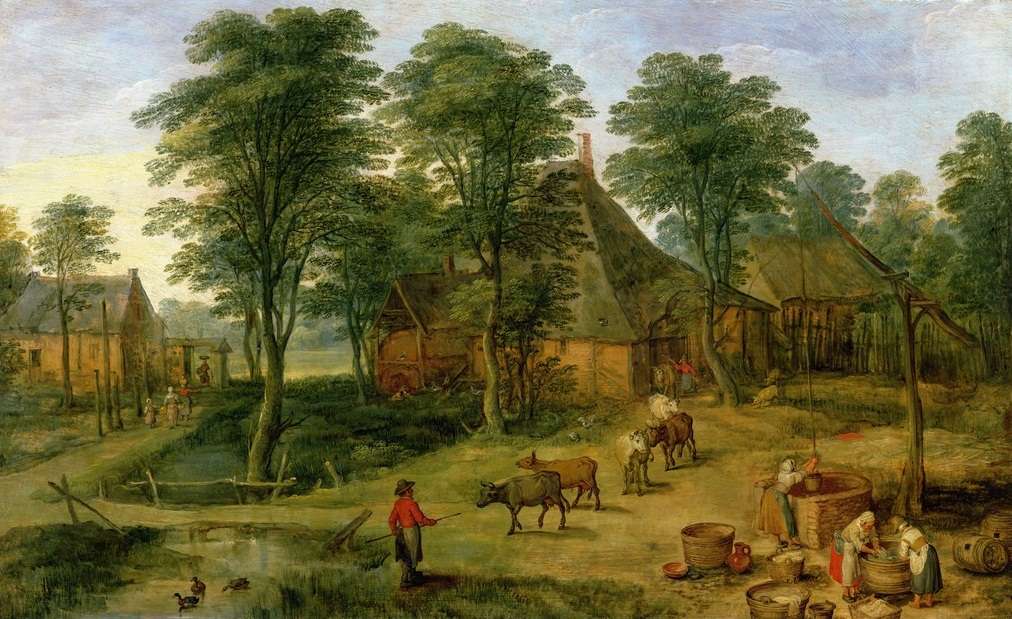
Boerenerf, ca. 1625, Louvre, Parijs
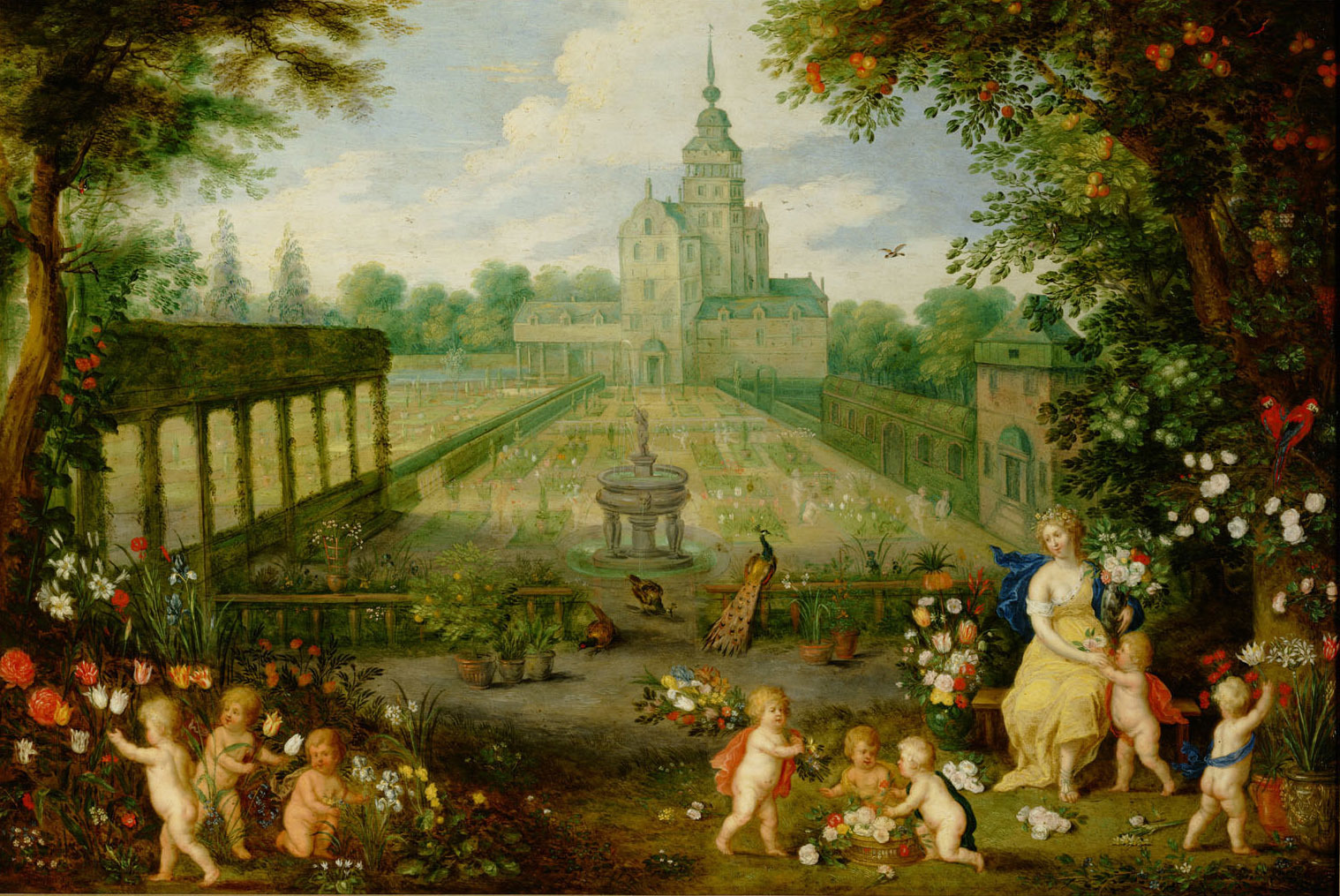
Flora en putti in een paleistuin, ca. 1630, Kunsthistorisches Museum, Wenen (met Pieter van Avont)
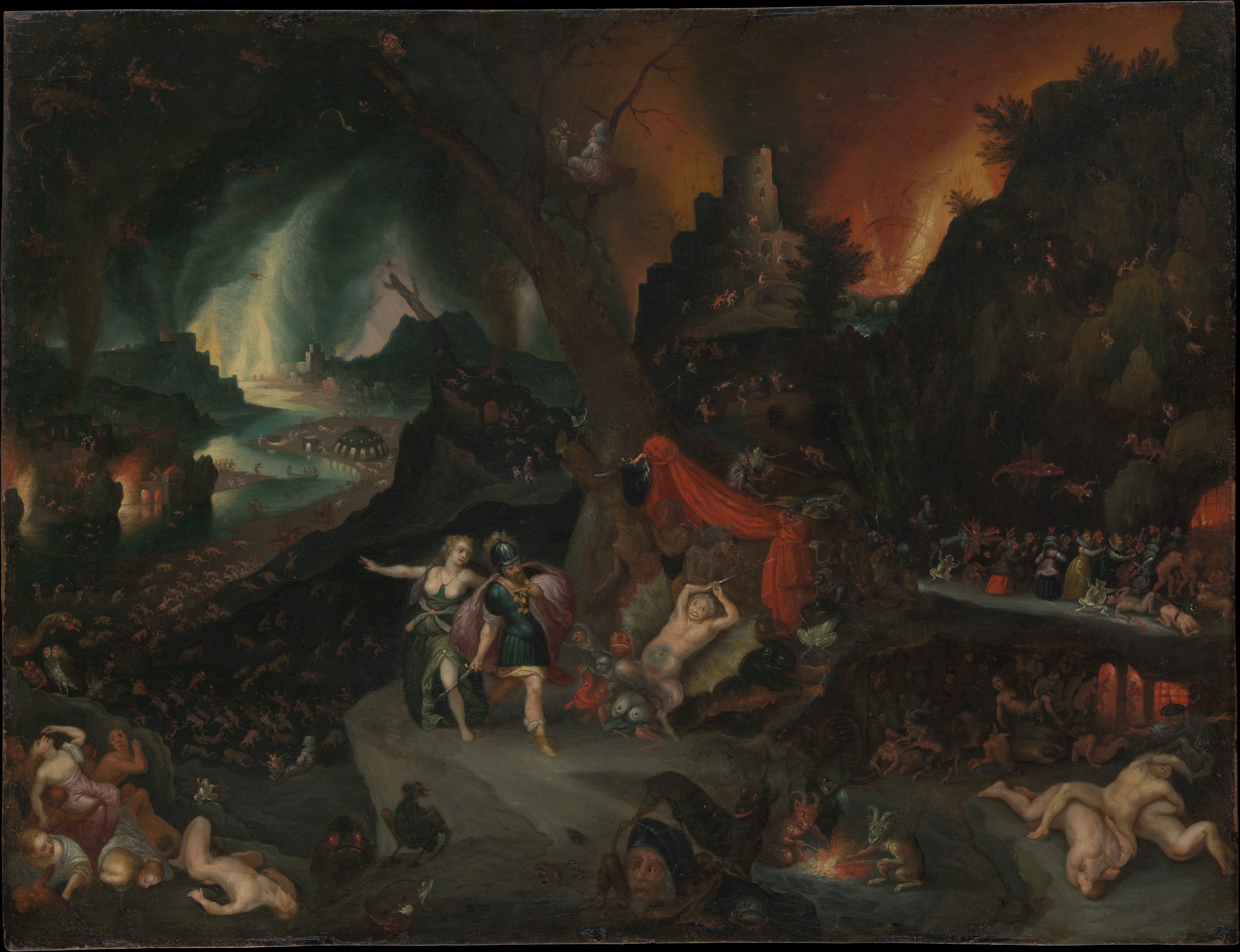
Aeneas en Sibille in de onderwereld, ca. 1630, Metropolitan Museum of Art, New York
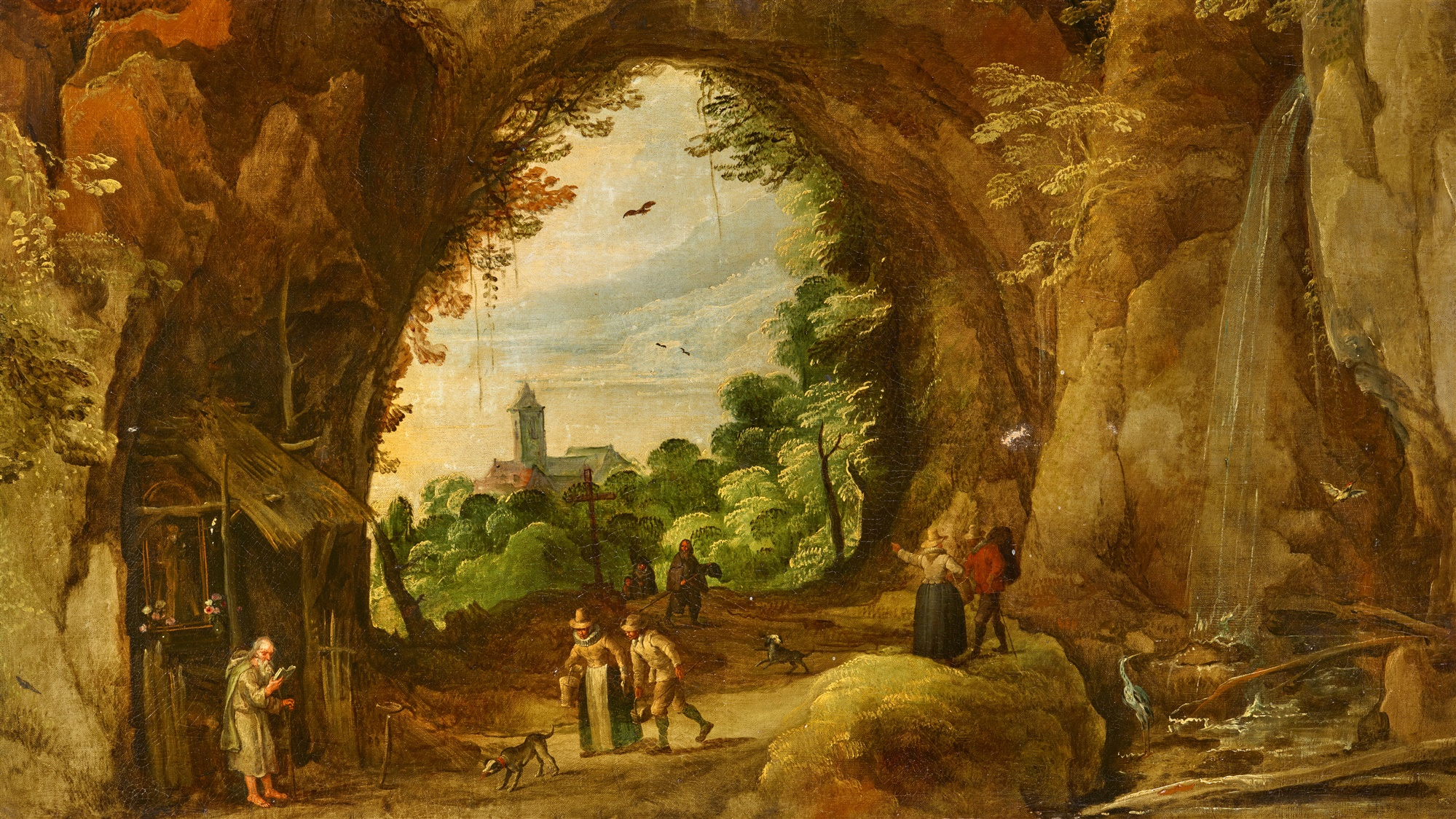
Grotlandschap met een klooster, ca. 1630 (samen met Joos de Momper), privécollectie
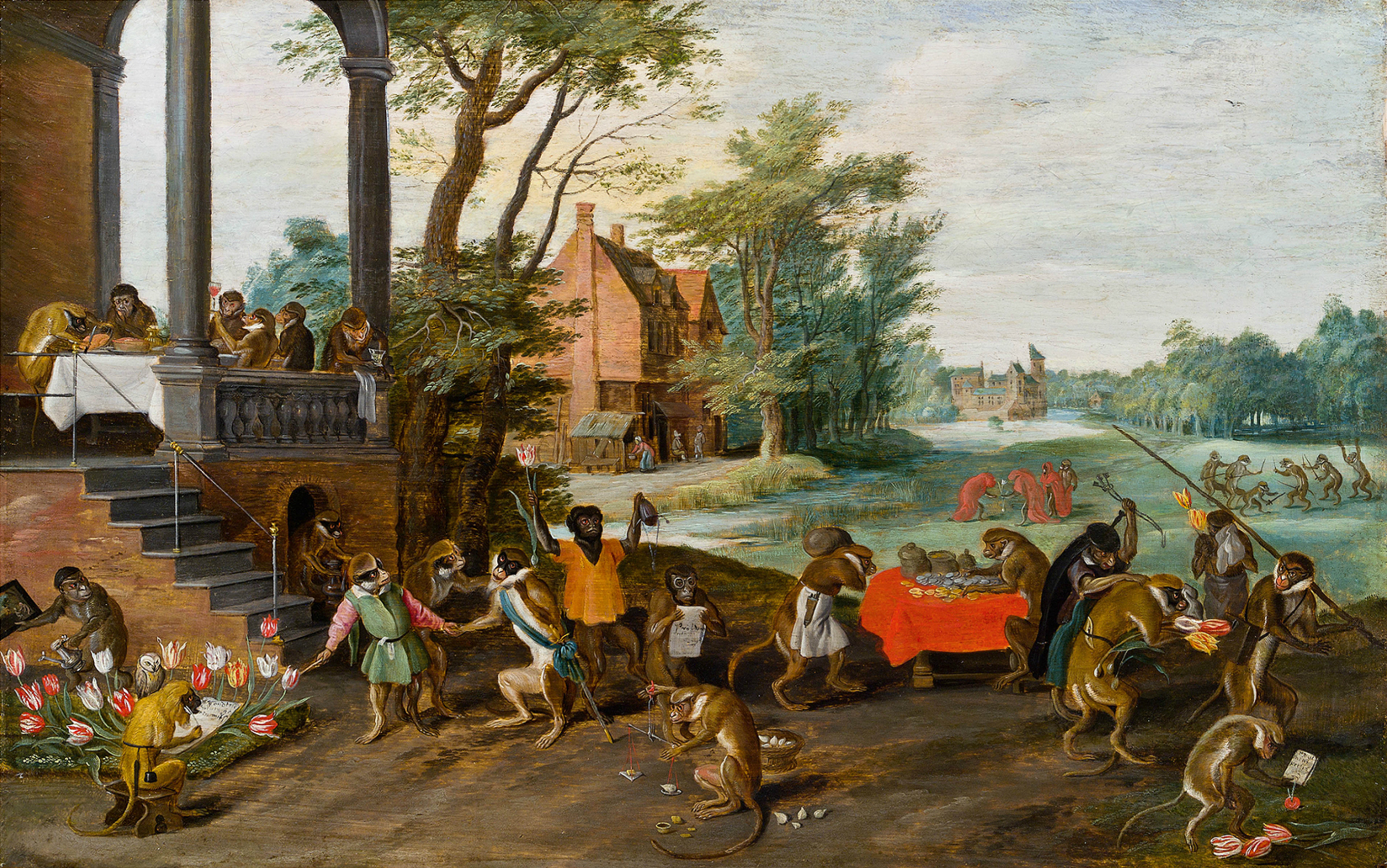
Allegorie van de tulipomanie, ca. 1640, privécollectie